# Сражение при Уэске (1837)
Сражение при Уэске (исп. Batalla de Huesca) произошло 24 мая 1837 года во время так называемого Королевского похода в эпоху Первой карлистской войны и закончилось поражением правительственной армии.
Начав поход на Мадрид, дон Карсос хотел пройти через регионы, которые, по его мнению, были верны его делу: Арагон, Каталонию и Валенсию, чтобы получить больше поддержки, ресурсов и войск, чтобы обеспечить триумфальное вступление в столицу. Именно по этой причине, вместо того чтобы направиться на юг, он начал свою экспедицию в восточном направлении. 
Карлистская армия численностью около 12 000 пехотинцев и 720 всадников сосредоточилась в Эстелье, откуда она вышла 15 мая 1837 года и 23 мая переправилась через Гальего. Правительственный генерал Мигель Ирибаррен, опасавшийся, что карлисты попытаются пересечь Эбро, приказал разрушить мосты на их пути. Повстанцы смогли переправить через реку на подручных средствах войска и лошадей, но были вынуждены отказаться от своей артиллерии.
Карлисты прибыли в Уэску утром 24 мая и расположились на отдых: одни в городе, другие в лагере на окраине. Получив известие о приближении дона Карлоса к Уэске, Ирибаррен приказал всем своим войскам направиться в сторону города, куда они стали прибывать в два часа дня.
Генерал Ирибаррен расположил свои войска на расстоянии артиллерийского выстрела от города и начал бомбардировку вражеских позиций в четверть третьего пополудни. Затем он построил свою пехоту в три атакующие колонны с шестью батальонами впереди и атаковал два наваррских батальона и эскадрон, стоявших на западной окраине города. Сопротивление наваррцев позволило поднять общую тревогу, и остальная часть карлистской кавалерии и пехоты построилась и, выйдя из города, вступила в сражение. 
Сады, в которых шел бой, накануне были орошены и затоплены, что затрудняло продвижение кавалерии и артиллерии. Сам Ирибаррен во главе эскадрона атаковал два батальона карлистов и эскадрон, угрожавшие одной из колонн. Многочисленные кавалерийские и штыковые атаки с обеих сторон распространили бои вглубь города. В конце концов контратаки повстанцев сокрушили правительственную армию, которая отступила, построившись в каре и отражая натиск карлистской кавалерии.
Обе стороны потеряли в общей сложности около двух тысяч человек убитыми, ранеными и пленными, включая Ирибаррена, который был тяжело ранен и умер на следующий день. 
Карлисты праздновали победу следующие три дня, после чего покинули город в направлении Барбастро, где через несколько дней снова столкнулись с другой правительственной армией.